# Djamel Benlamri
Djamel Eddine Benlamri (arabisch جمال الدين بن العمري, DMG Ǧamāl ad-Dīn b. al-ʿAmrī; * 25. Dezember 1989 in Algier) ist ein algerischer Fußballspieler.

## Karriere

### Verein
Benlamri begann seine fußballerische Ausbildung beim algerischen Erstligisten NA Hussein Dey. 2009 stieg er vereinsintern in den Profikader auf. Er debütierte in der Ligue Professionelle 1 am 15. August 2009 (2. Spieltag), als er gegen ASO Chlef kurz vor Schluss ins Spiel kam. Bei seinem zweiten Einsatz erst am 17. Spieltag schoss er beim 1:1 gegen die USM Annaba den Ausgleich zum Endstand und somit sein erstes Tor. In seiner ersten Profisaison erzielte er dieses eine Tor in 15 Ligaspielen. Nachdem er in der Folgesaison zu keinem Einsatz gekommen war, spielte er 2011/12 19 Mal in der höchsten algerischen Spielklasse.
Im Sommer 2012 wechselte Benlamri zum Ligakonkurrenten JS Kabylie. Das Debüt für seinen neuen Verein gab er am 15. September 2012 (1. Spieltag) gegen die USM El Harrach nach Einwechslung in der zweiten Spielhälfte. Bei Kabylie etablierte er sich als Stammkraft und spielte 25 Mal in der Liga, wobei er jedoch auch in der Außenverteidigung Einsätze bekam. Auch in der Folgesaison behielt er seinen Stammplatz und spielte 27 Ligaspiele und fünf Pokalduelle. Dabei schoss er am 22. Februar 2014 (20. Spieltag) seine ersten beiden Tore fü seinen neuen Klub, als er gegen CR Belouizdad einen großen Anteil am 3:1-Sieg hatte. Im Pokal kam man, auch aufgrund eines Tores seitens Benlamri bis ins Finale, wo man jedoch im Elfmeterschießen gegen MC Algier verlor. In seiner dritten und letzten Saison bei der JSK spielte er erneut 26 Mal in der Liga und konnte zwei Tore vorbereiten, im Pokal schied man dieses Mal jedoch schon im Viertelfinale aus.
2015 wechselte er vom Rekordmeister zum ES Sétif, dem Verein mit den zweitmeisten Meisterschaften. Am 15. August 2015 (1. Spieltag) spielte er das erste Mal gegen den MC Oran, als er bei seinem Debüt direkt über die vollen 90 Minuten spielte. In der gesamten Saison spielte er jedoch nur 18 Mal aufgrund vieler Ausfälle.
Nach nur einem Jahr wechselte er das erste Mal ins Ausland, nach Saudi-Arabien zu Al-Shabab. Sein Debüt in der Saudi Professional League gab er am 18. September 2016 (3. Spieltag) in der Startelf gegen den SC Al-Ahli. Seine erste Saison in Saudi-Arabien beendete er mit 21 Ligaeinsätzen und zweien im Saudi Crown Prince Cup. In der Folgesaison spielte er nur 12 Mal, da er gegen Ende der Spielzeit einen Kreuzbandriss erlitt. Im Spiel gegen den al-Qadisiyah am 22. Februar 2019, dem 21. Spieltag der Saison 2018/19 schoss er, als Kapitän auflaufend sein erstes Vereinstor bei einem 1:0-Sieg. In der Saison war er gesetzt und spielte wettbewerbsübergreifend 27 Mal. Aufgrund einer Verletzung am Bein in der Mitte bis zum Ende der Saison 2019/20 fiel er lange aus und ´lief nur in neun Ligaspielen auf.
Aufgrund einer Leihe von Joachim Andersen und eines Verkaufes von Marçal wurde er im Sommer 2020 von Olympique Lyon verpflichtet. Sein Ligue-1-Debüt gab er am 1. November 2020 (9. Spieltag) gegen den OSC Lille, als er in der 52. Minute für Houssem Aouar ins Spiel kam. Bei Lyon war er jedoch nicht Stammspieler und spielte, auch wenn er fast jedes Mal im Kader stand nur sechs Ligaspiele.
Nach nur einer Saison verließ er die Lyonnais wieder und war vereinslos. Wenige Tage später unterschrieb er in Katar beim Erstligisten Qatar SC. Am 11. September 2021 (1. Spieltag) debütierte er in der Qatar Stars League, als er gegen al-Ahli über die vollen 90 Minuten auf dem Platz stand.
Doch schon im Juni 2022 schloss Benlamri sich dem Khaleej Club in der Saudi Professional League an.

### Nationalmannschaft
Benlamri nahm mit der algerischen U23 am U-23-Afrika-Cup 2011 teil, als man bereits in der Gruppenphase ausschied. Sein Debüt für die A-Nationalmannschaft gab er am 18. November 2018 bei einem 4:1-Sieg in der Afrika-Cup-Qualifikation gegen Togo. Mit der Nationalmannschaft gewann er 2019 den Afrika-Cup, nachdem fast alle Minuten auf dem Platz stand, im Finale mit 1:0 gegen den Senegal. Spätestens nach diesem Titelgewinn war er fester Bestandteil der Nationalmannschaft und absolut gesetzt.

## Erfolge
Verein
- Algerischer Vizemeister: 2014
- Algerischer Vizepokalsieger: 2014
- Algerischer Supercup-Sieger: 2016

Nationalmannschaft
- Afrika-Cup-Sieger: 2019